# PRRC1
PRRC1 (англ. Proline rich coiled-coil 1) – білок, який кодується однойменним геном, розташованим у людей на 5-й хромосомі. Довжина поліпептидного ланцюга білка становить 445 амінокислот, а молекулярна маса — 46 701.
| 10         |  | 20         |  | 30         |  | 40         |  | 50         |
| ---------- |  | ---------- |  | ---------- |  | ---------- |  | ---------- |
| MMEESGIETT |  | PPGTPPPNPA |  | GLAATAMSST |  | PVPLAATSSF |  | SSPNVSSMES |
| FPPLAYSTPQ |  | PPLPPVRPSA |  | PLPFVPPPAV |  | PSVPPLVTSM |  | PPPVSPSTAA |
| AFGNPPVSHF |  | PPSTSAPNTL |  | LPAPPSGPPI |  | SGFSVGSTYD |  | ITRGHAGRAP |
| QTPLMPSFSA |  | PSGTGLLPTP |  | ITQQASLTSL |  | AQGTGTTSAI |  | TFPEEQEDPR |
| ITRGQDEASA |  | GGIWGFIKGV |  | AGNPMVKSVL |  | DKTKHSVESM |  | ITTLDPGMAP |
| YIKSGGELDI |  | VVTSNKEVKV |  | AAVRDAFQEV |  | FGLAVVVGEA |  | GQSNIAPQPV |
| GYAAGLKGAQ |  | ERIDSLRRTG |  | VIHEKQTAVS |  | VENFIAELLP |  | DKWFDIGCLV |
| VEDPVHGIHL |  | ETFTQATPVP |  | LEFVQQAQSL |  | TPQDYNLRWS |  | GLLVTVGEVL |
| EKSLLNVSRT |  | DWHMAFTGMS |  | RRQMIYSAAR |  | AIAGMYKQRL |  | PPRTV      |

A: Аланін

C: Цистеїн

D: Аспарагінова кислота

E: Глутамінова кислота

F: Фенілаланін

G: Гліцин

H: Гістидин

I: Ізолейцин

K: Лізин

L: Лейцин

M: Метіонін

N: Аспарагін

P: Пролін

Q: Глутамін

R: Аргінін

S: Серин

T: Треонін

V: Валін

W: Триптофан

Кодований геном білок за функцією належить до фосфопротеїнів. 
Задіяний у такому біологічному процесі, як альтернативний сплайсинг. 
Локалізований у апараті гольджі.